# Sergi Roberto
Sergi Roberto Carnicer (* 7. února 1992, Reus) je španělský fotbalista hrající na postu záložníka či obránce. Nastupoval i za mládežnické reprezentace Španělska.
Ve dresu Barcelony získal 23 trofejí včetně dvou v Lize mistrů UEFA, šestkrát slavil mistrovský titul (aktuální ke květnu 2021).

## Klubová kariéra
Sergi Roberto se prvního startu za Barcelonu dočkal 10. listopadu 2010.
Trenér Pep Guardiola jej vyslal na hřiště v 65. minutě pohárového zápasu v rámci odvety 4. kola Copa del Rey (španělský pohár) proti Atléticu Ceuta. Na levém kraji obrany nahradil Maxwella a na konci oslavil výhru 5:1 a postup do další fáze.
Proti běloruskému BATE Borisov 6. prosince 2011 vstřelil gól při svém debutu v rámci Ligy mistrů UEFA a podpořil výhru 4:0.
Na jaře roku 2017 zasáhl do osmifinálového dvojzápasu Barcelony v Lize mistrů proti Paris Saint-Germain. V domácí odvetě doháněli barcelonští fotbalisté manko 0:4, navzdory tomu dokázali postoupit, neboť vyhráli 6:1. Sergi Roberto vsítil vítězný gól zápasu v páté minutě nastaveného času.
Dne 25. dubna 2021 odehrál venkovní ligový zápas s Villarealem, který Barcelona zvládla po výhře 2:1. Pro Sergiho Roberta šlo o jubilejní záležitost, za katalánský klub totiž odehrál 300. soutěžní zápas.

## Reprezentační kariéra
Zúčastnil se MS hráčů do 17 let 2009 v Nigérii a MS hráčů do 20 let 2011 v Kolumbii.
Na mezinárodní seniorské úrovni debutoval v roce 2016. Reprezentační pozvánku obdržel v březnu, kdy jej Vicente del Bosque nominoval na přípravné zápasy před letním Mistrovstvím Evropy.
Zápas proti Rumunsku 27. března skončil bezgólovou remízou, přičemž Sergi Roberto odehrál 60 minut na pozici středního záložníka.